# Kabinet-Monroe
Het kabinet-Monroe was de uitvoerende macht van de Amerikaanse overheid van 4 maart 1817 tot 4 maart 1825. Minister van Buitenlandse Zaken James Monroe, een "Founding Father" uit Virginia, van de Democratisch-Republikeinse Partij werd gekozen als de 5e president van de Verenigde Staten na het winnen van de presidentsverkiezingen van 1816 over de kandidaat van de Federalistische Partij, zittend Senator voor New York Rufus King, een mede "Founding Father". Monroe werd herkozen voor een tweede termijn in 1820 zonder tegenkandidaat. In 1823 maakte Monroe bekend zich niet kandidaat te stellen voor een nieuwe termijn in de presidentsverkiezingen van 1824.
| Nr.     | Functie                               | Ambtsbekleder          | Ambtsbekleder                      | Ambtstermijn      | Ambtstermijn      | Partij |
| ------- | ------------------------------------- | ---------------------- | ---------------------------------- | ----------------- | ----------------- | ------ |
| 5       | President van de Verenigde Staten     | James Monroe           | James Monroe (1758–1831)           | 4 maart 1817      | 4 maart 1825      | DR     |
| 6       | Vicepresident van de Verenigde Staten | Daniel Tompkins        | Daniel Tompkins (1774–1825)        | 4 maart 1817      | 4 maart 1825      | DR     |
| Kabinet |                                       |                        |                                    |                   |                   |        |
| Nr.     | Functie                               | Ambtsbekleder          | Ambtsbekleder                      | Ambtstermijn      | Ambtstermijn      | Partij |
| [ 1 ]   | Minister van Buitenlandse Zaken       |                        | John Graham (1774–1820)            | 4 maart 1817      | 10 maart 1817     | O      |
| [ 1 ]   | Minister van Buitenlandse Zaken       | Richard Rush           | Richard Rush (1780–1859)           | 10 maart 1817     | 22 september 1817 | F      |
| 8       | Minister van Buitenlandse Zaken       | John Quincy Adams      | John Quincy Adams (1767–1848)      | 22 september 1817 | 4 maart 1825      | DR     |
| 7       | Minister van Financiën                | William Crawford       | William Crawford (1772–1834)       | 22 oktober 1816   | 6 maart 1825      | DR     |
| [ 1 ]   | Minister van Oorlog                   |                        | George Graham (1772–1830)          | 22 oktober 1816   | 8 december 1817   | O      |
| 10      | Minister van Oorlog                   | John Calhoun           | John Calhoun (1782–1850)           | 8 december 1817   | 4 maart 1825      | DR     |
| 5       | Minister van de Marine                | Benjamin Crowninshield | Benjamin Crowninshield (1772–1851) | 15 januari 1815   | 30 september 1818 | DR     |
|         | Minister van de Marine                | Vacant                 |                                    |                   |                   |        |
| 6       | Minister van de Marine                | Smith Thompson         | Smith Thompson (1768–1843)         | 30 september 1818 | 1 september 1823  | DR     |
|         | Minister van de Marine                | Vacant                 |                                    |                   |                   |        |
| 7       | Minister van de Marine                | Samuel Southard        | Samuel Southard (1787–1824)        | 16 september 1823 | 4 maart 1829      | DR     |
| 8       | Minister van Justitie                 | Richard Rush           | Richard Rush (1780–1859)           | 10 februari 1814  | 13 november 1817  | F      |
| 9       | Minister van Justitie                 | William Wirt           | William Wirt (1772–1834)           | 13 november 1817  | 4 maart 1829      | DR     |
| 8       | Minister van Posterijen               | Return Meigs           | Return Meigs (1764–1825)           | 18 maart 1814     | 26 juni 1823      | DR     |
| 9       | Minister van Posterijen               | John McLean            | John McLean (1785–1861)            | 26 juni 1823      | 4 maart 1829      | DR     |

Washington ·
J. Adams ·
Jefferson ·
Madison ·
Monroe ·
J.Q. Adams ·
Jackson ·
Van Buren ·
W.H. Harrison ·
Tyler ·
Polk ·
Taylor ·
Fillmore ·
Pierce ·
Buchanan ·
Lincoln ·
A. Johnson ·
Grant ·
Hayes ·
Garfield ·
Arthur ·
Cleveland I ·
B. Harrison ·
Cleveland II ·
McKinley ·
T. Roosevelt ·
Taft ·
Wilson ·
Harding ·
Coolidge ·
Hoover ·
F.D. Roosevelt ·
Truman ·
Eisenhower ·
Kennedy ·
L.B. Johnson ·
Nixon ·
Ford ·
Carter ·
Reagan ·
G.H.W. Bush ·
Clinton ·
G.W. Bush ·
Obama ·
Trump I ·
Biden ·
Trump II